# Katarzyna Haras
Katarzyna Haras (ur. 10 marca 1981 w Katowicach) – polska śpiewaczka operowa (mezzosopran).
Ukończyła z wyróżnieniem Akademię Muzyczną w Katowicach w klasie Alicji Słowakiewicz-Wolańskiej. Jest laureatką Międzynarodowego Konkursu Wokalnego im. Mikulasa Schnaidera-Trnavskiego (2008) oraz półfinalistką przesłuchań do JPYAP przy Royal Opera House w Covent Garden (2008).
W 2008 roku debiutowała partią Rozyny w spektaklu Cyrulik sewilski G. Rossiniego na Festiwalu Operowym w Amarante w Portugalii, pod batutą Jose Ferreira-Lobo (Orquestra de Norte).
Współpracowała z Operą Śląską. Obecnie (2024) jest solistką Opery Wrocławskiej. Wykonywała partie: Cherubina w op. Wesele Figara, Drugiej Damy w op. Czarodziejski flet, Donny Elwiry w op. Don Giovanni W.A. Mozarta, Jadwigi w operze Straszny dwór St. Moniuszki, partię Carmen w operze Carmen G. Bizeta.
Kreuje postać cyganki Azy w operze Manru J.I. Paderewskiego w reżyserii Laco Adamíka.
Brała udział w międzynarodowej premierze opery La liberta chiama la liberta E. Knapika w Operze Wrocławskiej pod batutą J. Kasprzyk.
Bierze czynny udział w życiu artystycznym województwa śląskiego uczestnicząc w festiwalach i koncertach takich jak np. Festiwal im. G.G. Gorczyckiego – edycje: 2006, 2010 (G.F. Haendel – Rinaldo, partia Rinaldo).
Współpracuje również z Instytucją Promocji i Upowszechniania Muzyki Silesia. Bierze czynny udział w wielu koncertach w Polsce, jak i za granicą (Czechy, Litwa, Finlandia, Portugalia, Niemcy).